# 검색엔진 조작 효과
검색 엔진 조작 효과(Search engine manipulation effect, SEME)는 검색 엔진 제공자의 검색 결과 조작으로 인한 소비자 선호도의 변화이다. SEME는 지금까지 발견된 가장 큰 행동 영향 중 하나이다. 여기에는 투표 선호도가 포함된다. 2015년 연구에 따르면 이러한 조작은 일부 인구통계학적 측면에서 부동층의 투표 선호도를 20% 이상, 최대 80%까지 변화시킬 수 있다.
이 연구는 이것이 전세계 전국 선거의 25퍼센트 이상을 바꿀 수 있다고 추정했다.
반면 구글은 사용자 정서를 조작하기 위해 검색 결과의 순위를 몰래 다시 매기거나 선거나 정치 후보를 위해 순위를 조정한 사실은 부인하고 있다.

## 시나리오
적어도 세 가지 시나리오가 선거를 형성/결정할 수 있는 잠재력을 제공한다. 검색엔진 경영진은 후보를 선정해 검색 순위를 조정할 수 있다. 또는 충분한 권한 및 해킹 기술을 가진 불량 직원이 슬그머니 순위를 조정할 수 있다. 마지막으로, 명백한 조작이 없는 경우에도 순위가 선호도에 영향을 미치기 때문에, 전통적인 검색 엔진 최적화를 통해 순위를 올릴 수 있는 후보자의 능력은 유권자 선호도에 영향을 미칠 것이다. 단순한 악명이 후보에 대한 지지를 상당히 증가시킬 수 있다.

## 실험
두 나라에서 4,500명 이상의 참가자들을 대상으로 5개의 실험이 실시되었다. 실험은 무작위화(주체들이 그룹에 무작위로 할당되었고, 통제(개입이 있는 그룹 및 없는 그룹 포함), 균형 잡힌(이름과 같은 중요한 세부 사항이 반대 순서로 절반으로 참가자의 절반에게 제시되었다), 이중 맹인(주제도 그들과 상호작용한 사람도 가설이나 그룹 과제를 알지 못한다)이었다. 그 결과는 4번 반복되었다.

### 미국
미국에서 시행된 실험에서, 어떤 후보든 지지하는 사람들의 비율이 단일 검색 세션 후에 37퍼센트에서 63퍼센트 사이로 증가했다.
참가자들은 무작위로 검색 순위가 후보 A, 후보 B 또는 어느 쪽 후보에게도 유리하지 않은 세 그룹 중 하나에 배정되었다. 참가자들에게 각 후보에 대한 간략한 설명과 함께 각 후보를 얼마나 좋아하고 신뢰하는지, 누구에게 투표할 것인지를 물었다. 그리고 나서 그들은 조작된 검색 엔진을 사용하여 후보자들에 대한 온라인 조사를 15분 동안 할 수 있었다. 각 그룹은 동일한 30개의 검색 결과에 액세스할 수 있었다. 각 검색 결과는 과거 선거에서 실제 웹 페이지로 연결된다. 세 그룹에서는 결과 순서만 달랐다. 사람들은 아무 결과나 자유롭게 클릭하거나 5개의 다른 결과 페이지 간에 이동할 수 있었다.

모든 수단을 다 강구한 끝에, 후보자는 순위에서 선호하는 방향으로 의견이 이동했다. 신뢰, 호감, 투표 선호도가 모두 예측 가능하게 바뀌었다. 순위 편향을 알지 못한 36%가 상위 후보 쪽으로 이동했고, 45%가 편향을 알고 있었다.

특히, 세 번째 또는 네 번째 위치의 다른 후보에게 유리한 검색 항목을 포함시킴으로써 선호 변화를 여전히 유발하는 동안 거의 또는 전혀 피험자가 편견을 알아차리지 못하도록 조작을 가렸다.

이후 연구에 따르면 검색 순위는 사실상 전 세계 사람들이 초기에 결정하지 못한 모든 문제에 영향을 미친다. 한 가지 관점을 선호하는 검색 결과는 어떤 문제에 대해 결정하지 못한 사람들의 의견을 알려준다. 또 다른 실험에서는 편파 검색 결과가 프래킹의 가치에 대한 사람들의 의견을 33.9%나 바꾸었다.

### 인도
두 번째 실험에서는 2014년 Lok Sabha 선거 동안 인도 전역에서 2,000명의 유권자가 투표권을 얻지 못한 것으로 나타났다. 그 주제들은 후보자들에게 익숙했고 선거운동 미사여구를 퍼붓고 있었다. 검색순위는 어떤 후보든 지지하는 사람들의 비율을 20퍼센트 이상 그리고 일부 인구통계학적 그룹에서 60퍼센트 이상 높일 수 있다.

### 영국
영국의 한 실험은 2015년 총선 직전에 거의 4,000명의 사람들을 대상으로 조작을 막기 위한 방법들을 검토했다. 순위를 무작위화하거나 편향을 식별하는 경보를 포함하면 일부 억제 효과가 있었다.

## 유럽 독점 금지 소송
유럽 규제 당국은 구글이 자사의 서비스를 유리하게 이용하기 위해 검색 엔진 결과를 조작했다고 비난했다. 그렇지 않았다면 경쟁 서비스들이 더 높은 순위를 차지했을 것이다. 2015년 8월 현재 불만 사항이 해결되지 않아 최대 60억 달러의 벌금과 유럽에서의 경쟁 능력을 제한할 수 있는 엄격한 규제를 받게 되었다. 2014년 11월 유럽 의회는 거대한 검색 엔진을 단일 검색 엔진과 기타 모든 것의 두 부분으로 나누자는 상징적인 제안에 대해 384 대 174로 찬성표를 던졌다.
이 사건은 2009년 영국의 온라인 쇼핑 서비스 Foundem이 브뤼셀에서 구글을 상대로 첫 독점 금지 소송을 제기하면서 시작되었다. 2007년에 구글은 유니버설 서치라고 불리는 기능을 도입했다. 특정 도시 주소, 주식 시세 또는 제품 가격을 검색한 결과 Google Maps 또는 Google Finance와 같은 자체 서비스에서 응답이 반환되었다. 사용자가 저장한 작업이다. 이후 OneBox와 같은 도구가 검색 결과 맨 위에 있는 상자에 특정 쿼리에 대한 답변을 제공했다. Google은 Google Plus의 프로필 페이지, 연락처 정보 및 고객 리뷰를 통합했다. 이러한 정보는 Yelp 또는 TripAdvisor와 같이 보다 포괄적인 데이터를 제공하는 다른 웹 사이트 링크 위에 표시된다.
특히 구글의 경영진 래리 페이지와 마리사 메이어는 구글의 알고리즘이 구글의 정보가 덜 적절하거나 유용하다고 생각하더라도 구글의 자체 서비스를 선호한다고 사적으로 주장했다.

구글은 연간 600회 알고리즘 조정 사실을 인정하면서도 변경 내용은 밝히지 않고 있다.

## 2016년 대통령 선거
힐러리 클린턴은 2015년 4월 구글에서 스테파니 해넌을 최고기술책임자로 영입했다. 2015년 구글의 지주회사 에릭 슈미트 회장은 클린턴을 뽑기 위해 '더 그라운드워크'라는 회사를 차렸다. 위키리크스의 설립자인 줄리안 어산지는 구글을 그녀의 '비밀 무기'라고 불렀다. 연구진은 구글이 SEME를 통해 클린턴에게 260만1040만 표를 전달할 수 있을 것으로 추산했다. 비록 검색 결과가 순간적이기는 하지만 증거는 구글 내부고발자나 외부 해커를 통해서만 나올 수 있었다.
2016년 6월 9일 SourceFed는 구글이 클린턴에 대한 검색 권고가 야후와 빙에 대한 검색 권고와 다르고도 도널드 트럼프와 버니 샌더스 검색은 야후와 빙이 동일하기 때문에 클린턴에게 유리하게 검색 조작했다고 주장했다. 검색창에 '힐러리 클린턴 인드'가 들어가자 구글 오토컴퍼트는 '힐러리 클린턴 인디애나'를, 다른 판매업체들은 '힐러리 클린턴 기소'를 제안했다. 게다가, 소스 연준은 클린턴에 대한 추천 검색을 구글 트렌드에 올려놓았고, 구글 제안이 다른 업체들의 제안보다 덜 검색되었다고 관찰했다.

## 같이 보기
- 알고리즘적 과격화